# Emmanuel de Gibergues

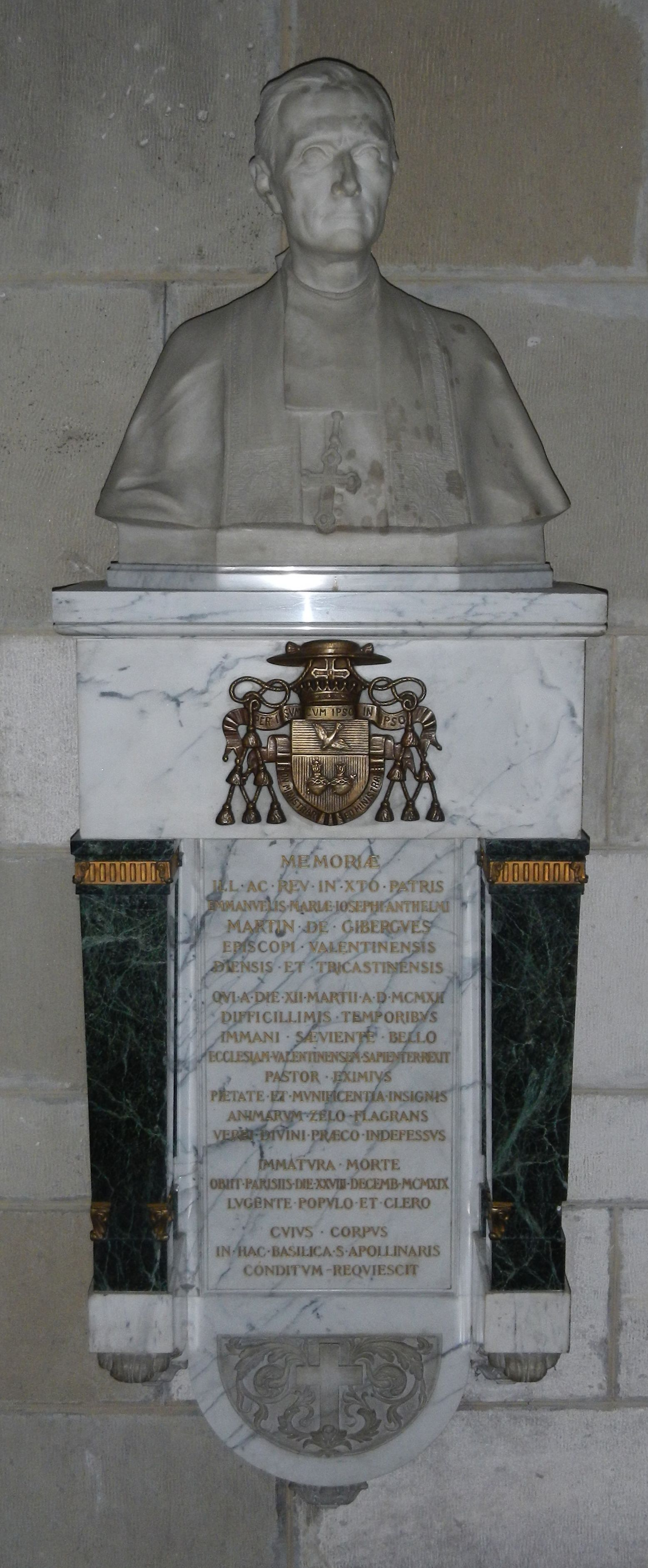
Grafmonument in de kathedraal van Valence, Frankrijk

Emmanuel-Marie-Joseph-Anthelme Martin de Gibergues (Parijs, 4 augustus 1855 – idem, 28 december 1919) was bisschop van Valence, Die en Saint-Paul-Trois-Châteaux (1912-1919), tijdens de Derde Franse Republiek.

## Levensloop
In Parijs werd Gibergues tot priester gewijd in het jaar 1881. Hij was werkzaam in het aartsbisdom Parijs als kanunnik. In 1892 stichtte hij er de vereniging van missionarissen uit het aartsbisdom Parijs. Hij bleef de vereniging voorzitten tot zijn bisschopswijding in 1912.
Van 1912 tot 1919 was hij bisschop van Valence, in het departement Drôme. Tevens was hij titulair bisschop van Die en Saint-Paul-Trois-Châteaux, twee afgeschafte bisdommen uit de buurt. Hij werd begraven in de kathedraal van Valence. Op zijn grafmonument wordt eraan herinnerd dat hij in de moeilijke periode van de Eerste Wereldoorlog het bisdom Valence verder bleef besturen.

## Werken
Gibergues publiceerde 45 geestelijke geschriften, boeken en essays. Het waren er een dertigtal als kanunnik in Parijs en een vijftiental als bisschop van Valence.
- Bibliothèque nationale de France: cb12767473w (data)
- Gemeinsame Normdatei: 1159124264
- International Standard Name Identifier: 0000 0000 7975 872X
- Library of Congress Control Number: n00092829
- Nederlandse Thesaurus van Auteursnamen: 07121142X
- Système universitaire de documentation: 113331797
- Virtual International Authority File: 56736068
- WorldCat: E39PBJf4bWFQP44RjQcWvk7vHC